# Hu Feng

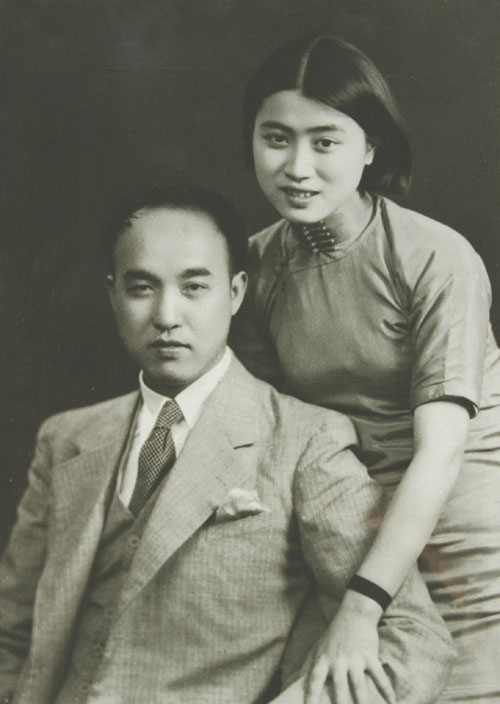
Hu Feng und seine Frau Mei Zhi

Hu Feng (胡风,  Hú Fēng; * 1902; † 1985) war ein chinesischer Schriftsteller sowie Literatur- und Kunsttheoretiker. Er stammt aus Qichun in der Provinz Hubei. 1929 ging er zum Studium nach Japan. 1933 wurde er aus Japan ausgewiesen und er schloss sich der Liga linksgerichteter Schriftsteller Chinas (Zhongguo zuoyi zuojia lianmeng 中国左翼作家联盟) in Shanghai an. Er war mit Lu Xun befreundet. Er gab 1937, nach dem japanischen Überfall auf China, die Zeitschrift Qiyue 七月 („Juli“) heraus. Weitere Stationen seines Lebens waren Wuhan und Chongqing. Sein Realismusbegriff richtete sich gegen den Mao Zedongs aus Yan’an (1942) und er wurde zur Zielscheibe der Kritik. 1954 veröffentlichte er den an das Politbüro der Kommunistischen Partei Chinas gerichteten  „Bericht über die Praxis und Lage der Kunst und Literatur in den letzten Jahren“ (Guānyú jǐ nián lái wényì shíjiàn qíngkuàng de bàogào 关于几年来文艺实践情况的报告), der auch als „Schreiben der dreihunderttausend Worte“ (Sānshíwàn yán shū 三十万言书) bezeichnet wird. Er wurde 1955 als Konterrevolutionär verhaftet und inhaftiert und erst 1979 entlassen. 1980 wurde er rehabilitiert.